# 12104 Chesley
12104 Chesley è un asteroide della fascia principale. Scoperto nel 1998, presenta un'orbita caratterizzata da un semiasse maggiore pari a 3,0123426 UA e da un'eccentricità di 0,0180334, inclinata di 11,14739° rispetto all'eclittica.